# DP-Lager Wehnen
Koordinaten: 53° 9′ 58″ N, 8° 7′ 10″ O
Das DP-Lager Wehnen bei Oldenburg im  Bad Zwischenahner Ortsteil Wehnen war ein Lager zur Unterbringung von Displaced Persons (DP) nach dem Ende des Zweiten Weltkrieges.

## Geschichte
Nach dem Zweiten Weltkrieg gehörte Oldenburg zur Britischen Besatzungszone. Die britische Militärverwaltung richtete 1945 in Wehnen auf dem Gelände eines beschlagnahmten Lagergeländes der Wehrmacht am Flugplatz Oldenburg ein DP-Lager ein. Dort wurden Displaced Persons untergebracht, die sich zum Zeitpunkt des Kriegsendes in Deutschland aufgehalten hatten und zum Teil nicht selbst in ihre Heimatländer zurückkehren konnten. Die zahlenmäßig größte Gruppe im Lager Wehnen stammte aus Litauen. Das Lager wurde zunächst durch die UNRRA (ab 1947 IRO) verwaltet.
Ende Juni 1950 kam das Lager unter deutsche Verwaltung und wurde zum Regierungslager für heimatlose Ausländer erklärt. Zu diesem Zeitpunkt hatte das Lager 859 Bewohner. Das DP-Lager Wehnen wurde 1959 aufgelöst.
Im Mai 2015 wurde in Anwesenheit des litauischen Botschafters Deividas Matulionis ein Denkmal eingeweiht, gefertigt in Šilutė (Heydekrug). An einem Gottesdienst mit dem katholischen Priester Prälat Peter Kossen (Vechta), dem litauischen Priester Vidas Vaitiekūnas (Voerde) und dem evangelisch-lutherischen Pastor Valdas Žielys (Hagen) nahmen 200 Personen teil.